# Lovedrive
Lovedrive е шестият студиен албум на германската рок група „Скорпиънс“, издаден през 1979 г. в Европа от „Харвест Рекърдс“/„И Ем Ай Рекърдс“ и в Съединените американски щати от „Мъркюри Рекърдс“. През 1978 г. музикантите не подновяват договора си с „Ар Си Ей Рекърдс“, защото са недоволни от слабата подкрепа, която им се оказва и подписват с „Брейз Мюзик“, компания създадена от продуцента им Дитер Диркс за да отговаря за намирането на нови сделки за запис за тях. Въпреки че четири компании се опитват да подпишат с групата в Европа, ситуацията в Съединените американски щати е трудна, тъй като нито една фирма не се интересува да пусне германски изпълнител на този пазар предвид факта, че до момента няма рок група от Германия, която да пее на английски език и да потига успехи. Благодарение на „Брейз Мюзик“, „Скорпиънс“ подписват със звукозаписната компания „Мъркюри Рекърдс“.
Записите са направени през втората половина на 1978 г. в студио „Диркс“ в Кьолн, Германия. По време на записите, Майкъл Шенкер взема участие в четири от песните, докато Матиас Ябс свири на китара на останалите. Въпреки че Майкъл Шенкер е изписан като гост-музикант на оригиналната задна обложка, истинският му принос е постоянне спор, а самият той твърди, че сътрудничеството му по записването на Lovedrive, е по-голямо от това, посочено от групата, и дори критикува кариерата на своя брат и основател на „Скорпиънс“ Рудолф Шенкер.
След издаването си, албумът получава положителни отзиви от специализираните критици, смятан от някои от тях за връх в кариерата на групата. Lovedrive е началото на еволюцията в звука на групата в пълно противодействие с албумите им записани с Улрих Джон Рот, проявявайки техния класически стил, разработен по-късно в следващите им няколко албума от 80-те години на 20-и век. Албумът е повратен момент в кариерата на „Скорпиънс“, това е първата тяхна продукция, в която създават хардрок песни, примесени с лирични „мощни“ рок балади. Lovedrive е и голям търговски напредък за музикантите, след като за първи път тяхно издание влиза в музикалните класации на определени страни, включително Обединеното кралство и Съединените американски щати. Продажбите му се увеличават с течение на времето и получава „златни сертификати“ в Германия, Франция и Съединените американски щати.
Оригиналата обложка на албума, е цензурирана на някои световни пазари, тъй като се смята за сексистка поради включената разголена жена на нея. За популяризирането на Lovedrive, са издадени три сингъла на различни територии, които включват Is There Anybody There?, Lovedrive и Another Piece of Meat и въпреки че първите два влизат в Обединеното кралство, те не получават особено внимание. Световното турне Lovedrive Tour, започва през февруари 1979 г. и групата свири за първи път в Съединените американски щати. В първия етап в Европа ги придружава Майкъл Шенкер, но на два пъти се налага Матиас Ябс да им помага, защото Майкъл изчезва и не се явява на концертите. След поредното негово бягство преди концерт в Лион, Франция, Рудолф Шенкер уволнява брат си и наема за постоянно Матиас Ябс. През 2015 г., в чест на 50-тата годишнина на „Скорпиънс“, албумът е ремастериран и издаден с две бонус песни и цифров многоцелеви диск, който включва записи на живо от изпълнение, направено в Япония през 1979 г.

## Описание
В началото на 1977 г. Улрих Джон Рот, решава да напусне „Скорпиънс“, за да продължи самостоятелна кариера, но остава още една година поради перспективата да свири за първи път в Съединените американски щати. Въпреки това, след концертите в Япония през април 1978 г., част от промоционалното турне Taken by Force Tour, той се оттегля от групата. Неговото напускане, принуждава „Скорпиънс“ да търсят нов китарист и пускат реклама в списание „Мелъди Мейкър“, които канят 140 кандидати на прослушвания, проведени в Лондон, но групата не е одобрява нито един от тях. Според басиста Франсис Буххолц, останалата част от групата, иска новият китарист да е музикант от САЩ или Англия, но той предлага германеца Матиас Ябс, на когото преподава математика в училище. Рудолф Шенкер председателства прослушването на Матиас Ябс в Хановер. Според Матиас, едва след като приключва интервюто, той разбира, че групата прекарва три дни преди това в Лондон, срещайки се други музиканти. Матиас Ябс се присъединява към „Скорпиънс“ през юни 1978 г., въпреки че първият концерт с тях се състои на 26 август същата година на фестивала в Улм, Западна Германия, пред повече от 55 000 души.
По това време, отношенията между „Скорпиънс“ и „Ар Си Ей Рекърдс“ са в най-ниската си фаза от началото на тяхното сътрудничество, групата е недоволна от това, че получават малко подкрепа от звукозаписната компания. Липсата на интерес от страна на „Ар Си Ей Рекърдс“ да ги пусне на американския пазар и недостатъчната реклама на Tokyo Tapes са основните фактори за това, групата да не поднови договора си с тях. Поради тази причина, те подписват споразумение с „Брейз Мюзик“ – компания, създадена от техния продуцент Дитер Диркс, който има основна роля в представянето на групата на международните пазари. „Скорпиънс“ подписват с „Мъркюри Рекърдс“ за Съединените американски щати и „Харвест Рекърдс“/„И Ем Ай Рекърдс“ за Европа, като подновяват договора си с „Ар Си Ей Рекърдс“, но само за Япония и Австралия. Заедно с това, сключва договор и с агенция „Лийбър енд Кребс“, които им предоставят възможността да изнасят концерти в Съединените американски щати.
Постигането на споразумение с американска компания е трудно за тях, поради липсата на интерес от страна на звукозаписните компании да позиционират германски изпълнител на местния пазар и защото няма прецедент рок група от тази страна да пее на английски език и да има успех в Съединените американски щати. Дитер Диркс се свърза с агенцията „Лийбър енд Кребс“, собственост на Стив Лийбър и Дейвид Кребс, защото според Херман Раребел: „Искахме управляваща компания, която познава американската тежка рок ситуация и смятахме, че „Лийбър енд Кребс“ бяха най-добрите.“ Един от контактите, които Дитер Диркс има в Съединените щати, е Клиф Бърнщайн, който, освен че е агент на „Лийбър енд Кребс“, е част от отдела за артисти и репертоар на „Полиграм“, компанията „майка“ на „Мъркюри Рекърдс“. Чрез Бърнщайнте се запознават с Питър Менш, друго лице, отговарящо за резервациите. След като обмислят успеха, който групата има в Япония, двамата пътуват до Хамбург, за да присъстват на един от концертите на живо на „Скорпиънс“ и по този начин Клиф Бърнщайн предлага договор с „Мъркюри Рекърдс“, докато Питър Менш с „Лийбър енд Кребс“. Споразумението на агенцията с групата прави Дейвид Кребс техен нов мениджър, чиито работни отношения продължават до средата на 1988 г. Според Волфганг Шпар от списание „Билборд“, експерти от индустрията отбелязват, че едва след появата на „Скорпиънс“ и след това на „Аксепт“ германските метъл артисти са „правилно приети в чужбина“.

## Записване
Продукцията на албума е извършена от германеца Дитер Диркс, а записите са направени в „Диркс Студиос“ в Кьолн между септември и декември 1978 г., чиито сесии започват сутрин и завършваха в полунощ. Под продуцирането на Дитер Диркс, групата записва по аналогов начин, което принуждава музикантите да не допускат грешки, докато свирят на музкалните инструменти, в противен случай трябва да спрат записа, да отрежат лентата и да запишат всичко отново. Дитер Диркс е работохолик и перфекционист; Херман Раребел коментира, че се отнася строго с него, тъй като го принуждава да направи щракалка – нещо като метроном, записан на лента – метод, който по това време се използва рядко. Това отнема свободата на барабаниста, тъй като той трябва да следва предварително записания ритмичен модел, но улеснява последващата работа с презаписите. Звукът на албума е изцяло съобразен с американския пазар. Херман Раребел предполага, че избират да „звучи като група“, вместо инструментите да се въртят около водещата китара, какъвто е случаят с албумите, записани с Улрих Джон Рот.
Рудолф Шенкер е автор всички песни, въпреки че шест от тях той пише в съавторство с вокалиста Клаус Майне, докато барабанистът Херман Раребел е съавтор на песните Loving You Sunday Morning, Another Piece of Meat и Is There Anybody There?. Според Рудолф Шенкер, Lovedrive е „албум с трима китаристи“, в който участват не само той и новодошлият Матиас Ябс, но и брат му Майкъл Шенкер. Рудолф Шенкер твърди, че брат му се отказа от „Ю Еф Оу“ приблизително по същото време и се връща в „Скорпиънс“ по средата на записите за този албум: „(Майкъл) Беше на меден месец и ми се обади, за да ми каже, че се е върнал в Германия. Майкъл попита какво правим и когато му казах, че правим нов албум, той предложи да дойде и да свири на него. Това направи голяма разлика в целия звук.“ В крайна сметка, Майкъл Шенкер е описан като водещ китарист на песните Loving You Sunday Morning, Another Piece of Meat, Lovedrive и на инструментала Coast to Coast. Матиас Ябс коментира, че ситуацията зад записа е „малко странна“, поради намесата на Майкъл, с когото се разбира добре и му помага с някои неща, свързани с китара. Според Клаус Майне пристигането на китариста кара групата да се чувства като „щастливо семейно събиране за момент, но в крайна сметка не беше“. Майкъл Шенкер придава креативност по време на записите, но неговите излизания и влизания ги затрудняват. Вокалистът обяснява: „сесиите бяха интензивни и трябваше да преживеем всички тези проблеми с китарата.“ През 1982 г. Рудолф Шенкер отбеляза, че големият проблем с Майкъл е „голямото му его“, тъй като той не иска да работи като екип, а по-скоро да го прави по свой начин. На задната корица на оригиналното германско издание на албума, Майкъл Шенкер е записан като водещ китарист на Another Piece of Meat, Lovedrive и в инструментала Coast to Coast. Джеф Джайлс от „Ултимейт Класик Рок“ обаче посочва, че е изпълнява и солото на китарата в Loving You Sunday Morning.
Във вътрешната обложка на едно от преизданията на албума през 2001 г. от „И Ем Ай“, Рудолф Шенкер обяснява ситуацията с повторното напускане на брат си. Още по време на турнето, Майкъл Шенкер информира на два пъти групата, че неговите намерения са да напусне, което поправя пътя за възможността Матиас Ябс да остане постоянен член на „Скорпиънс“.
През 2018 г. обаче, Майкъл Шенкер казва, че голяма част от информацията за записа на албума е невярна. На първо място, той е не само гост-музикант, но също така е шести член на групата по това време, но не е признат за написването на интрото към Holiday и всички мелодии в Coast to Coast. Според него, документалният филм, разказващ историята на албума, включен в изданието за 50-тата годишнината на Lovedrive през 2015 г., е напълно фалшив. Освен това той критикува кариерата на брат си, когото смята за „отчаян кандидат“, заявявайки: „Имах договор за Lovedrive като шести член на групата. Трябваше да имам снимка там. Трябваше да споменат, че съм написал интрото към Holiday, което е 40-секундна настройка, която настройва настроението за Holiday, която беше една от най-успешните балади някога на „Скорпиънс“. След това има Coast To Coast, за която Рудолф ме попита дали бих му дал моята част от композицията. Написах всички мелодии в Coast To Coast, така че казах „Защо не?“ Дадох му го.“

## Композиране
От ретроспективна гледна точка Матиас Ябс коментира, че с Lovedrive групата най-накрая намира своя „характерен звук“, тъй като след напускането на Улрих Джон Рот, Рудолф Шенкер и Клаус Мейне поемат творческия процес. Рудолф Шенкер композира всички песни, въпреки че в шест от тях Клаус Майне е съавтор, докато барабанистът Херман Раребел е съавтор на песните Loving You Sunday Morning, Another Piece of Meat и Is There Anybody There?. Всички песни са репетирани в мазе в Хановер, преди да занесат касетите в студиото на Дитер Диркс. Албумът започва с Loving You Sunday Morning, смятана от критика Мартин Попоф за прото-глем метъл песен, защото нейната структура и текст се срещат редовно в групи от този поджанр години по-късно. В желанието си да пробие на американския пазар, Дитер Диркс предлага „американизиране“ на звука им чрез поставяне на вокали и задни вокали в средата на песните, което прави творчеството им по-достъпно за радио станциите, въз основа на стила на песните, който американската индустрия има по това време. Песента има две китарни сола, едното изсвирено от Матиас Ябс, а другото от Майкъл Шенкер, въпреки че барабанистът Херман Раребел не помни кой кое свири. Критикът Мартин Попоф я смята за прото-глем метъл песен, тъй като нейната структура и текст се срещат често в групи от този поджанр години по-късно. Списание „Кеш Бокс“ изтъква нейната „силна“ бас линия, „здрави перкусии“ и водеща китара, защото те подчертават „изгарящия водещ вокал“. В анализа, извършен на 8 септември 1979 г., списанието отбелязва, че Loving You Sunday Morning показва „всички признаци на хевиметъл успеха...“.
Написана от Херман Раребел в Япония само за десет минути, Another Piece of Meat се основава на връзката му с японска боксьорка по кикбокс. Той е вдъхновен след като вижда кръвта на бойците на една от битките на които присъства, когато тя му казва „О, хайде, това е просто парче месо.“ Херман Раребел създава рифа с мисълта, че „трябва да бъде тежък, мръсен и здрав“. След като го представя на Рудолф Шенкер, двамата завършват написването му. Списание „Билборд“ предполага, че текстът е „досадно младежки“. Always Somewhere е първата от двете „мощни балади“ в албума, написана от Рудолф Шенкер и Клаус Майне, която разказва историята на мъж, който чувства липсата на своята жена. В известен смисъл, отражение на рок музикантите, когато са на концертни турнета. Coast to Coast е инструментална песен, която има „тежък груув“ според Рудолф Шенкер, която той написва за да се изпълнява при изпълнения на живо, в които гласът на Клаус Майне да си почине. Can't Get Enough е хевиметъл песен с участието на Херман Раребел и Клаус Майне, като последният дава „едно от най-добрите си вокални изпълнения в кариерата си“ според Мартин Попоф. Въпреки факта, че понякога объркват текстовете ѝ, Херман Раребел обяснява, че песента не се отнася до нищо сексуално, а по-скоро с нея групата удължава края на концертите, в които те вече не могат да продължат, въпреки че искат да го направят.
Is There Anybody There? е с реге ритъм, смесена с мощни акорди, чиито текстове се занимават с любов и самота. Мартин Попоф уверява, че въпреки издаването ѝ като сингъл, тя е малко излъчвана по радиостанциите, поне в Съединените американски щати и Канада. Lovedrive, която дава заглавието на албума, е с характерния „галоп тип риф“ на хевиметъла, където неговият припев няма смисъл, тъй като думата lovedrive не съществува в английския речник. Според Франсис Буххолц, групата запазва името само защото един от промоутърите на турнето харесва псевдонима. Албумът завършва с „мощната балада“ Holiday, която се изпълнява предимно с акустични китари. Рудолф Шенкер казва, че имат съмнения относно това как публиката ще приеме това, когато я включват в промоционалното турне, но уточнява: „не е имала успех в музикалните класации, но беше за нашите фенове“.

## Обложката
Британският графичен дизайнер Сторм Торгерсън от фирма „Хипнозис“ създава оригиналната обложка на албума. Сторм Торгерсън работи с групата чрез Херман Раребел, с когото се познава докато барабанистът живее в Обединеното кралство. С предложението да направи „щура обложка“, дизайнерът създава около десет такива, които лично носи в Кьолн, за да могат музикантите да изберат. Една от тях включва официално облечени мъж и жена, седнали в задната част на лимузина, приличащи на измислените герои Луси и Рики Рикардо от американския телевизионен ситком от 50-те години на 20-и век „Обичам Люси“. Лимузината използвана за снимката, принадлежи на Елтън Джон, с когото Сторм Торгерсън работи преди това.
Изображението е цензурирано в няколко страни и определено като сексистко, защото една от ръцете на мъжа е свързана с една от голите гърди на жената, посредством опъната дъвка. На задната обложка на германското издание на Lovedrive и двете гърди на жената са отркити. За значението ѝ Сторм Торгерсън казва: „Винаги съм си представял, че шофирането - те бяха на път за операта и той има този фетиш за дъвка и тя му позволява да го прави, защото не ѝ пука. Но мисля, че е и малко глупаво. Много ми харесва, да.“ През 2012 г. той отново коментира: „Това не е точно най-политически коректната сцена, която някога сте виждали. Мислех, че е смешно, но сега жените четат различен израз.“
Една от страните, които го цензурират са САЩ, защото магазините, които го разпространяват, не го искат на рафтовете си. Поради тази причина, „Мъркюри Рекърдс“ променят предната обложка с изображение на син скорпион на черен фон, което обаче става много популярно сред феновете на групата. В интервю с Клаус Майне, проведено в интернет сайт, той говори за цензурираната обложка: „Никога не сме го правили нарочно, просто не знаехме, че ще бъде проблем в Америка, беше просто секс и рокендрол. Странно е, че в Америка някои от тези обложки бяха проблем, защото през 80-те години, когато бяхме на турне, винаги ни проблясваха цици в предната част на сцената. Никъде другаде по света, само тук. Просто не смятахме, че ще бъде проблем да издадем албум като Lovedrive в Америка.“ Поради споровете, албумът е класиран на 12-то място в списъка на „15-те най-лоши обложки на всички времена“ от онлайн списанието „Кракед“. Обложката попада и в други класации, сред които „20 шокиращи класически обложки на албуми“, от списание „Гитар Уърлд“, „Най-лошите албуми на всички времена - в снимки“, от вестник „Гардиън“, „20-те обложки на албуми, които предизвикаха най-много противоречия в историята на музиката“ от вестник „Терцера“, „20-те най-мръсни обложки на албуми на всички времена“ от списание „Ролинг Стоун“ и „20 променени обложки на албуми“, от уебсайта „Ултимейт Класик Рок“. Обложката печели награда на списание „Плейбой“ през 1979 г.

## Издаване и представяне

### Албум
Lovedrive е издаден на 25 февруари 1979 г. от „Харвест Рекърдс“/„И Ем Ай Рекърдс“ в Европа и в Съединените американски щати от „Мъркюри Рекърдс“ и отбелязва голям търговски пробив за групата. В Съединените щати на 14 юли 1979 г. изданието дебютира в „Топ 200 албума“ на списание „Кешбокс“ под № 194 и за седмицата на 6 октомври достига № 60 като най-висока позиция. На 29 септември същата година, той достига № 55 в класацията „Билборд 200“ в САЩ и остава там общо 23 седмици. По същия начин, в класация, разработена от „Рекърд Уърлд“ Lovedrive достига позиция № 71 през седмицата от 20 октомври 1979 г. Според публикация на същото издание, „Скорпиънс“ е рок групата от континентална Европа, която постига най-добра позиция тази година. Lovedrive е първото произведение на групата, в хронологичен ред, което надхвърля четвърт милион продадени копия в Съединените американски щати. Джим Сампсън от „Рекърд Уърлд“ съобщава, че до юни 1979 г. „Скорпиънс“ са най-продаваната германска рок група в света. През октомври същата година управляващият директор Фридрих Е. Уотава от „И Ем Ай Рекърдс“ заявява, че „Скорпиънс“ са „най-големият успех“ на Германия за компанията.
В Германия, Lovedrive достига до № 11 в националната класация и до 1984 г. се продава в над 250 000 копия, които му отреждат златен статус там. Най-доброто си представяне, според най-високата заета позиция от албума, е във Франция, където достига № 10, където през 1993 г. Националеният синдикат на фонографските издателства го сертифицира с двоен златен статус, за продадени повече от 200 000 бройки в тази страна и до 2017 г. е изчислено, че Lovedrive се продава в 280 800 копия там. В Обединеното кралство той дебютира под № 61 в класацията за албуми и за седмицата на 2 юни достигна № 36. Този факт позиционира Lovedrive като първия албум на „Скорпиънс“, който влиза в тази британска класация. Албумът влиза и в музикалните класации в Швеция и Япония. По-късно, организацията на „Световни европейски награди“ присъжда златен статус на албума, представляващ 500 000 продадени копия по цял свят. До 29 декември 1979 г. в Европа са продадени повече от 300 000 копия. На 28 май 1986 г. организацията на Асоциацията на звукозаписната индустрия в Америка го сертифицира със златен статус, за продажба на повече от 500 00 копия в Съединените американски щати.

### Сингли
За допълнителното популяризиране на албума, „Скорпиънс“ издват три сингъла от него – Is There Anybody There?, Lovedrive и Another Piece of Meat. Според уебсайта на групата и трите са издадени на 25 февруари 1979 г. Is There Anybody There? достига съответно позиция № 3 във Франция и № 39 в „Ю Кей Сингълс Чарт“ в Обединеното кралство, докато Lovedrive под № 69 отново в Обединеното кралство, а това ги позиционира като първите сигнли на групата, които влизат в класациите във Великобритания. Междувременно „Мъркюри Рекърдс“ издават Holiday като сингъл, но само за територията на Съединените американски щати и през февруари 1980 г. той достига № 131 в класацията за сингли на списание „Рекърд Уърлд“. „Харвест Рекърдс“ следват примера на „Мъркюри Рекърдс“ и издават Always Somewhere във Филипините, чиято Б -страна включва Is There Anybody There?. Въпреки това и двете песни не фигурират в раздел сингли в дискографията на групата в официалния им сайт.

### Концертно турне
Промоционалното турне на Lovedrive Tour започва на 17 февруари 1979 г. в зала „Парадисо“ в Амстердам, Нидерландия. По време на първата част от турнето в Европа, проведено между февруари и май, Майкъл Шенкер участва като водещ китарист, за което той обяснява: „Когато направих албума Lovedrive, всички бяха много впечатлени и те наистина ме убедиха да се присъединя към групата и се отърваха от Матиас всъщност.“ Матиас Ябс казва в интервю, че тогава приема добре решението на групата, въпреки че на два пъти се налага да свири на концерти, защото Майкъл Шенкер изчезва, без да уведоми никого. Първият път това се случва в средата на март, докато вторият е през април. Според групата преломната точка настъпва на 4 април 1979 г. на концерт в Лион, Франция пред 6000 души. Херман Раребел каза, че преди да започне концертът Майкъл се качва на мотоциклета си и замина за Испания. Въпреки че Матиас Ябс отново помага на „Скорпиънс“, той е уморен да замества Майкъл Шенкер и казва да не му се обаждат следващия път. Майкъл се събира отново с групата дни по-късно, но Рудолф Шенкер взема решение да го уволни поради липсата му на ангажираност и избират да наемат Матиас Ябс. За турнето в Обединеното кралство, което започва на 12 май, Майкъл вече не е в групата. В Лондон, когато Клаус Майне е запитан относно отсъствието на китариста, той казва, че е болен и се възстановява в Испания. Според Сандра Майстър, автор на книгата „50 години „Скорпиънс““, един от факторите, които кара групата да освободи Майкъл, е неговият неконтролируем алкохолизъм. Според Майкъл Шенкер: „Визията на брат ми беше да достигне върха с група. Това беше негова мечта, не беше моя мечта. Аз съм водещ китарист, който се нуждае от музикална свобода.“ Първата част от европейското турне достига кулминацията си на 20 май в „Хамърсмит Одеон“ в Лондон, а според германското списание „Браво“ това е първият път, когато германски изпълнител свири на това място.
След няколко изпълнения в Япония, на 28 юли групата започва първото си турне в Съединените американски щати. Дебютът на „Скорпиънс“ в тази страна се състои на „Уърлд Сериес ъф Рок“ в Кливланд, фестивал, който включваучастието и на Ей Си/Ди Си, „Тин Лизи“, „Джърни“, „Аеросмит“ и Тед Нюджънт. Въпреки че събитието събира 65 807 души, по времето, когато „Скорпиънс“ свирят около десет сутринта има около 30 000. През следващите седмици, заедно с австралийците от Ей Си/Ди Си, откриват концертите на Тед Нюджънт и споделят сцената с Пат Травърс по време на изявите на Сами Хагър. Обратно в Европа, на 25 август те заменят „Тин Лизи“ като „хедлайнери“ на фестивала в Рединг, което ги поставя като първата група от континентална Европа, която е „хедлайнер“ на британското събитие. Освен това те свирят за първи път в Австрия и са част от фестивал в Нюрнберг, Германия, събитие, ръководено от „Ху“.
През октомври списание „Кешбокс“ съобщава, че през ноември „Скорпиънс“ отново ще имат концерти в Съединените американски щати. Групата се завръща на 2 ноември във Форт Уърт, Тексас и за малко повече от месец отново споделят сцената със Сами Хагар и Пат Травърс, а във финалната част откриват изпълненията на „Аеросмит“ и „Рейнбоу“. Всички групи, на които „Скорпиънс“ откриват концерти в Съединените американски щати, също са ръководени от агенцията „Лийбър енд Кребс“. След повече от 80 концерта, турнето приключва на 7 декември 1979 г. в Провидънс, Роуд Айлънд.

## Възприемане

### Коментари на критиците
Lovedrive получава предимно положителни до отрицателни отзиви от музикалните критици, както тогава, така и в съвременни оценки. „Билборд“ сравнява стила на групата с този на „Ю Еф Оу“ и „Ван Хален“, като определя прудукцията и свиренето като „остри“ и подчертава Is There Anybody There?, Coast to Coast и Holiday, като най-добрите песни. През 1982 г. същото списание го цитира като изключителен албум. „Кешбокс“ коментира, че с този албум групата „потвърждава вълнението и движещата енергия, които „Скорпиънс“ са подхранвали и развивали в изключително уникална стока вече почти десетилетие.“ Грег Хоучин пише, че предишните им творби са добри, но никоя не е толкова страхотна, колкото Lovedrive: „добре направен хардрок албум с нотки на хевиметъл“. Като цяло, албумът „притежава енергия, сила, емоция и обем, основните съставки на добрия рокендрол“ и подсказва, че групата заслужава повече признание. Хари Дохърти от „Мелъди Мейкър“ изразява мнение, че въпреки факта, че свирят в британски градове в продължение на няколко години, един албум най-накрая им позволява да постигнат търговския успех, за който толкова време чакат в Обединеното кралство. Тони Джаспър от „Мюзик Уик“ отбеляза, че въпреки че не предлага нищо ново инструментално или вокално, има добър комерсиален хардрок с шанс да влезе в британските класации.
Британското списание „Класик Рок“ му дава четири и половина звезди от пет възможни, отбелязвайки, че „Lovedrive откри, че „Скорпиънс“ пишат по-кратки, по-хрупкави песни, като Рудолф Шенкер изоставя цветистия хендриксизъм на Ули Джон Рот в полза на прецизни рифове, които ще продължат да определят жанра и звук на групата.“ Джеф Джайлс от уебсайта „Ултимейт Класик Рок“ го нарича записът „съчетаващ най-еклектичните и последователно невероятни песни на „Скорпиънс““ и че „пристигна опакован в може би най-забавната обложка в историята на метъла“. По същия начин той прави класация, за да оцени албумите на групата от най-лошия до най-добрия, където Lovedrive получава първото място. Бари Вебер от „Олмюзик“ отбеляза, че след напускането на Ули Джон Рот, групата драстично променя стила си, което той нарича „доста добре дошла промяна“, защото: „Не само изпълненията са по-непредвидими, но текстовете и мелодиите са по-добре написани.“ Екипът от онлайн списанието „Поп Мастърс“, в рецензията си на компилацията The Bad for Good: The Very Best of Scorpions, посочва Lovedrive като първия от албумите им, който им осигурява някакъв пробив в музикалните класации.
Уебсайтът на „Ай Джи Ен“ го позиционира на № 25 в списъка си „Топ 25 метъл албума“, където се отбелязва, че той „беляза повратна точка за групата“. Едуардо Ривадавия от „Лоудуайър“ го класира на трето място в „10-те най-добри метъл + хардрок албума от 1979 г.“, отбелязвайки, че е издаден в един от най-трудните периоди в кариерата на групата между напускането на Улрих Джон Рот и пристигането на Матиас Ябс. Той също добавя: „По някакъв начин това объркване създаде изключително еклектичен запис (...) много тежък и безпогрешен.“ Китаристът Рудолф Шенкер го избира за третия най-добър албум на групата, докато продуцентът Дитер Диркс го посочва като свое любимо творение.

### Признание
През годините различни автори и специализирани медии са позиционирали Lovedrive сред най-добрите хардрок и хевиметъл албуми.
| Публикация                   | Година | Признание                                           | Позиция | Източник |
| ---------------------------- | ------ | --------------------------------------------------- | ------- | -------- |
| „Гитар“                      | 1996   | „Топ 50 албума за китара“                           | —       | [ 95 ]   |
| „Мюзикекспрес“               | 2001   | „Топ 100 германски албума“                          | 37      | [ 95 ]   |
| Мартин Попоф                 | 2004   | „500-те хевиметъл албума на всички времена“         | 140     | [ 20 ]   |
| „Класик рок“ и „Метъл Хамър“ | 2006   | „200-те най-велики албума на 70-те“                 | —       | [ 95 ]   |
| „Ай Джи Ен“                  | 2007   | „25 метъл албума“                                   | 25      | [ 91 ]   |
| „Рок хард“                   | 2011   | „Топ 300 албума“                                    | 49      | [ 96 ]   |
| „Фаст енд Бълбоус“           | 2015   | „1000-те най-велики албума на всички времена“       | 922     | [ 95 ]   |
| „Лоудуайър“                  | 2019   | „10-те най-добри метъл и хардрок албума от 1979 г.“ | 3       | [ 92 ]   |

## Ремастирано издание за 50-тата годишнина
Във връзка с честването на 50-тата годишнината на групата, на 6 ноември 2015 г. албумът, е преиздаден под заглавието Lovedrive 50th Anniversary, с оригиналната си обложка. Това издание включва неиздаваните демота на Cause I Love You и Holiday като бонус песни. Албумът е придружен с втори цифров многоцелив диск, наречен Live in Japan 1979, съдържащ осем песни на живо, записани в Япония по време на промоционалното турне и документален филм за историята на албума, включващ интервюта с Клаус Майне, Рудолф Шенкер, Матиас Ябс и Херман Раребел.

## Списък от песните
Страна едно
1. Loving You Sunday Morning (Рудолф Шенкер, Клаус Майне, Херман Раребел) – 5:36
2. Another Piece of Meat (Рудолф Шенкер, Херман Раребел) – 3:30
3. Always Somewhere (Рудолф Шенкер, Клаус Майне) – 4:56
4. Coast to Coast (Рудолф Шенкер) – 4:42

Страна две
1. Can't Get Enough (Рудолф Шенкер, Клаус Майне) – 2:36
2. Is There Anybody There? (Рудолф Шенкер, Клаус Майне, Херман Раребел) – 3:58
3. Lovedrive (Рудолф Шенкер, Клаус Майне) – 4:49
4. Holiday (Рудолф Шенкер, Клаус Майне) – 6:22

Бонус песни в изданието от 2015 г. за 50-тата годишнина на „Скорпиънс“
1. Cause I Love You (демо версия) (Рудолф Шенкер, Клаус Майне) – 4:31
2. Holiday (демо версия) (Рудолф Шенкер, Клаус Майне) – 9:34

## Състав
| Музиканти - Клаус Майне – вокали - Рудолф Шенкер – ритъм китара, водеща китара и задни вокали - Майкъл Шенкер – основна китара - Матиас Ябс – основна китара, ритъм китара и задни вокали - Херман Раребел – барабани и хор - Франсис Буххолц – бас и хор Източник на информацията: Задната обложка на Lovedrive. | Продукция - Дитер Диркс – продуцент - „Хипнозис“ – фотография, дизайн и концепция на обложката - Стив Фалоун – усвояване |

## Позиция в класациите
| Класация (1979 г.)                      | Най-висока позиция | Източник |
| --------------------------------------- | ------------------ | -------- |
| Великобритания („Рекърд Бизнес Албумс“) | 27                 | [ 99 ]   |
| Великобритания („Ю Кей Албумс Чарт“)    | 36                 | [ 57 ]   |
| Германия                                | 11                 | [ 52 ]   |
| САЩ („Билборд 200“)                     | 55                 | [ 46 ]   |
| САЩ („Кеш Бокс Топ 100 Албуми“)         | 60                 | [ 45 ]   |
| САЩ („Рекърд Уърлд Албуми“)             | 71                 | [ 47 ]   |
| Франция                                 | 10                 | [ 54 ]   |
| Швеция                                  | 32                 | [ 58 ]   |
| Япония                                  | 70                 | [ 59 ]   |

| Класация (1979 г.) | Най-висока позиция | Източник |
| ------------------ | ------------------ | -------- |
| Франция            | 22                 | [ 100 ]  |

### Седмични класации сингли
| Сингъл                  | Класация                                      | Най-висока позиция | Източник |
| 1979 г.                 | 1979 г.                                       | 1979 г.            | 1979 г.  |
| ----------------------- | --------------------------------------------- | ------------------ | -------- |
| Is There Anybody There? | Франция                                       | 3                  | [ 101 ]  |
| Is There Anybody There? | Великобритания („Ю Кей Сингълс Чарт“)         | 39                 | [ 57 ]   |
| Is There Anybody There? | Великобритания („Рекърд Бизнес Сингълс Чарт“) | 47                 | [ 102 ]  |
| Lovedrive               | Великобритания („Ю Кей Сингълс Чарт“)         | 69                 | [ 57 ]   |
| 1980 г.                 |                                               |                    |          |
| Holiday                 | САЩ („Рекърд Уърлд“)                          | 131                | [ 67 ]   |

### Позиция в класациите за 50-тата годишнина
| Класация (2015 г.) | Най-висока позиция | Източник |
| ------------------ | ------------------ | -------- |
| Белгия             | 124                | [ 103 ]  |
| Германия           | 59                 | [ 104 ]  |
| Франция            | 194                | [ 105 ]  |
| Япония             | 61                 | [ 106 ]  |

## Сертификати
| Държава              | Сертифициращ орган                                 | Сертификат | Сертифицирани продажби | Източник |
| -------------------- | -------------------------------------------------- | ---------- | ---------------------- | -------- |
| Германия             | Федерална асоциация на музикалната индустрия       | Златен     | 250 000                | [ 53 ]   |
| САЩ                  | Асоциация на звукозаписната индустрия в Америка    | Златен     | 500 000                | [ 62 ]   |
| Франция              | Националения синдикат на фонографските издателства | 2хЗлатен   | 200 000                | [ 55 ]   |
| Глобални сертификати |                                                    |            |                        |          |
| —                    | Световни европейски награди                        | Златен     | 500 000                | [ 60 ]   |

## Цитати
1. ↑  Syrjälä, Marko. ULI JON ROTH Contributed by Marko Syrjälä //   metal-rules.com, 2006-12-10.  Архивиран от оригинала на 2008-05-16. Посетен на 2023-01-31. (на английски)
2. 1 2  Band //  History.   the-scorpions.com. Посетен на 2023-01-31. (на английски)
3. ↑  Syrjälä, Marko. Francis Buchholz ex-Scorpions //   metal-rules.com, 2007-01-15.  Архивиран от оригинала на 2008-05-14. Посетен на 2023-01-31. (на английски)
4. 1 2  Unbreakable World Tour 2004: One Night in Vienna, Sony Music (2005). Documentary film Scorpions - A German Rock Legend (9:45-10:58)
5. 1 2  Popoff 2016, с. 67 и 68.
6. 1 2  Popoff 2016, с. 67.
7. ↑  The Scorpions (PDF) //  NEW FACES TO WATCH.   Cash Box, 1979-10-06. Посетен на 2023-11-14. (на английски)
8. ↑  Popoff 2016, с. 69.
9. ↑  Popoff 2016, с. 68.
10. ↑  GEIT, STEVE. Scorpions To Head `Savage' Tour (PDF) //  Talent.   Billboard, 1988-08-13. Посетен на 2023-11-14. (на английски)
11. ↑  SPAHR, WOLFGANG. HEAVY METAL (PDF) //  German Creativity - Kreativität '90: Heavy Metal.   Billboard, 1989-11-25. Посетен на 2023-11-14. (на английски)
12. 1 2 3 4  Scorpions – Lovedrive //  Scorpions.   discogs.com. Посетен на 2023-01-31. (на английски)
13. 1 2 3 4 5  Adams, Scott. Classics Track-By-Track: Lovedrive //   sentineldaily.com. Посетен на 2023-11-14. (на английски)
14. ↑  Popoff 2016, с. 21 – 22.
15. 1 2  Popoff 2016, с. 70.
16. 1 2 3 4  Popoff 2016, с. 72.
17. ↑  SCORPIONS Guitarist: We Wanted To 'Make A Masterpiece For Our Own History' //  News.   blabbermouth.net, 2007-10-03. Посетен на 2023-01-31. (на английски)
18. 1 2 3  Scorpions: Lovedrive - Album Of The Week Club Review //  Reviews.   loudersound.com, 2019-01-21. Посетен на 2023-01-31. (на английски)
19. 1 2 3 4 5  Giles, Jeff. How the Scorpions Broke Through With Their Best Album, ‘Lovedrive’ //   ultimateclassicrock.com, 2016-02-25. Посетен на 2023-01-31. (на английски)
20. 1 2  Popoff 2004.
21. 1 2 3 4  Popoff 2016, с. 62.
22. ↑  Mineur, Matthias. Scorpions – Lovedrive //  Scorpions.   discogs.com. Посетен на 2021-11-28. (на английски)
23. ↑  MICHAEL SCHENKER Calls Brother RUDOLF 'A Desperate Wannabe', Says KLAUS MEINE Is 'The Only Artist' In SCORPIONS //  News.   blabbermouth.net, 2018-01-20. Посетен на 2023-01-31. (на английски)
24. ↑  Popoff 2016, с. 66.
25. ↑  Scorpions – Lovedrive //  Scorpions.   discogs.com. Посетен на 2023-11-14. (на английски)
26. ↑  Popoff 2016, с. 127 и 128.
27. ↑  SINGLES TO WATCH //  REVIEWS SINGLES.   Cash Box, 1979-09-08. Посетен на 2023-11-14. (на английски)
28. ↑  Popoff 2016, с. 72 и 73.
29. 1 2  Billboard's Recommended LPs (PDF) //  Billboard's Top Album Picks.   Billboard, 1979-07-01. Посетен на 2023-11-14. (на английски)
30. ↑  Popoff 2016, с. 73.
31. 1 2 3  Popoff 2016, с. 74.
32. ↑  Popoff 2016, с. 75 и 76.
33. 1 2  Cerio, Steven. Album cover artist who founded the design studio known as Hipgnosis //  interviews.   happyhomelandstore.com.  Архивиран от оригинала на 2012-02-06. Посетен на 2020-01-27. (на английски)
34. 1 2 3 4  Popoff 2016, с. 71.
35. 1 2  Palmer, Andrew (1999-12-28). Rock You Like a Piece of Meat. Village Voice.
36. 1 2  Lovedrive - album 1979 //   hipgnosiscovers.com. Посетен на 2023-02-01. (на английски)
37. ↑  Easton, Jeffrey. Jeffrey Easton interviewing Klaus Meine //   metalexiles.com.  Архивиран от оригинала на 2010-04-21. Посетен на 2020-01-27. (на английски)
38. ↑  Dennison, Ben. The 15 Worst Album Covers of All-Time //   cracked.com, 2008-11-18. Посетен на 2023-02-01. 12 The Scorpions - Lovedrive (на английски)
39. ↑  Angle, Brad. Banned on the Run: 20 Shocking Classic Album Covers [NSFW] //   guitarworld.com, 2013-01-16. Посетен на 2023-02-01. Scorpions - Lovedrive (1979).
40. ↑  Jonze, Tim. The worst album sleeves of all time - in pictures //   theguardian.com, 2012-10-08. Посетен на 2023-02-01. (на английски)
41. ↑  González, Pablo. Las 20 carátulas de discos que más polémica causaron en la historia de la música //   latercera.com, 2013-08-07.  Архивиран от оригинала на 2016-10-29. Посетен на 2023-02-01. (на испански)
42. ↑  Edwards, Gavin. As Nasty as They Wanna Be: The 20 Dirtiest Album Covers of All Time //   rollingstone.com, 2019-08-29. Посетен на 2023-02-01. Scorpions, ‘Lovedrive’ (1979). (на английски)
43. ↑  20 Altered Album Covers //   ultimateclassicrock.com, 2016-01-24. Посетен на 2023-02-01. Scorpions, 'Lovedrive' (1979). (на английски)
44. ↑  ALBUM DETAILS Lovedrive //  Discography.   the-scorpions.com. Посетен на 2020-01-27. (на английски)
45. 1 2 3  Cashbox Top Albums/101-200 (pdf) //   Cash Box, 1979-10-06. Посетен на 2023-11-14. (на английски)
46. 1 2  Chart History Scorpions The Billboard 200 //   billboard.com. Посетен на 2023-02-01. (на английски)
47. 1 2  Record World Albums (pdf) //   Record World, 1979-10-20. Посетен на 2023-11-14. (на английски)
48. ↑  German Rock: The Sound ofthe'80s (pdf) //   Record World, 1980-01-19. Посетен на 2023-11-14. (на английски)
49. ↑  Dialogue (pdf) //   Record World, 1980-09-27. Посетен на 2023-11-14. (на английски)
50. ↑  SAMPSON, JIM. Germany (pdf) //   Record World, 1979-06-09. Посетен на 2023-11-14. (на английски)
51. ↑  German Supplement (pdf) //   Music Week, 1979-10-27. Посетен на 2023-11-14. (на английски)
52. 1 2  SCORPIONS LOVEDRIVE //   offiziellecharts.de. Посетен на 2023-02-01. (на немски)
53. 1 2  GOLD-/PLATIN-Datenbank //   musikindustrie.de. Посетен на 2023-02-01. Вие трябва да напишете думата Lovedrive под думата Titel (на немски)
54. 1 2  Le Détail des Albums de chaque Artiste //   infodisc.fr. Посетен на 2023-02-01. Вие трябва да изберете SCORPIONS от падащото меню (на френски)
55. 1 2  Les Certifications depuis 1973 //   infodisc.fr. Посетен на 2023-02-01. Вие трябва да изберете SCORPIONS от падащото меню (на френски)
56. ↑  Les Meilleures Ventes de CD / Albums "Tout Temps" //   infodisc.fr. Посетен на 2023-02-01. (на френски)
57. 1 2 3 4 5  SCORPIONS //  Albums.   officialcharts.com. Посетен на 2020-01-27. (на английски)
58. 1 2  SCORPIONS - LOVEDRIVE (ALBUM) //   swedishcharts.com. Посетен на 2023-02-01. (на английски)
59. 1 2  Discography //  VIRGIN KILLER.   rockdetector.com.  Архивиран от оригинала на 2007-12-28. Посетен на 2023-02-01. (на английски)
60. 1 2  World Wide Europe Awards - Scorpions/Lovedrive //   World Wide Europe Awards.  Архивиран от оригинала на 2013-12-14. Посетен на 2023-02-01. (на английски)
61. ↑  German Rock: Moving Ahead From A Decade Of Progress (pdf) //  INTERNATIONAL.   Cash Box, 1979-12-29. Посетен на 2023-11-14. (на английски)
62. 1 2  Gold & Platinum //  SCORPIONS.   riaa.com. Посетен на 2020-01-27. (на английски)
63. 1 2  Is There Anybody There? //  DISCOGRAPHY.   the-scorpions.com. Посетен на 2023-02-01. (на английски)
64. 1 2  Lovedrive //  DISCOGRAPHY.   the-scorpions.com. Посетен на 2023-02-01. (на английски)
65. 1 2  Another Piece Of Meat //  DISCOGRAPHY.   the-scorpions.com. Посетен на 2023-02-01. (на английски)
66. ↑  Scorpions ‎– Holiday / Always Somewhere //  Scorpions.   discogs.com. Посетен на 2023-11-15. (на английски)
67. 1 2  Record World Singles 101-150 (pdf) //   Record World, 1980-02-02. Посетен на 2023-11-15. (на английски)
68. ↑  Scorpions – Always Somewhere / Is There Anybody There? //  Scorpions.   discogs.com. Посетен на 2023-11-15. (на английски)
69. ↑  Singles //  DISCOGRAPHY.   the-scorpions.com. Посетен на 2023-11-15. (на английски)
70. 1 2 3  Lovedrive Tour //  Live.   the-scorpions.com. Посетен на 2023-02-01. (на английски)
71. 1 2  MICHAEL SCHENKER On SCORPIONS' Lovedrive Album - "They Really Persuaded Me To Join The Band And Got Rid Of Matthias Jabs, Basically" //  NEWS.   bravewords.com, 2014-02-02. Посетен на 2023-02-01. (на английски)
72. ↑  Paniagua, Mark. Interview – Matthias Jabs of Scorpions //   sfsonic.com, 2015-09-27.  Архивиран от оригинала на 2020-06-05. Посетен на 2023-02-01. (на английски)
73. ↑  Popoff 2016, с. 61 – 62.
74. 1 2  Siegfried, K.E. Scorpions: Angst um Michael (pdf) //   BRAVO.  Архивиран от оригинала на 2023-08-04. Посетен на 2023-11-15. (на английски)
75. ↑  Meister 2022.
76. 1 2 3 4  Popoff 2016, с. 76.
77. ↑  Top Boxoffice //   Billboard, 1979-08-11. Посетен на 2023-11-15. (на английски)
78. 1 2  Popoff 2016, с. 78.
79. ↑  England (pdf) //   Record World, 1979-09-01. Посетен на 2023-11-15. (на английски)
80. ↑  West Germany (pdf) //  INTERNATIONAL DATELINE.   Cash Box, 1979-09-08. Посетен на 2023-11-15. (на английски)
81. 1 2  Augustin, Gerhard. West Germany (pdf) //  INTERNATIONAL DATELINE.   Cash Box, 1979-10-20. Посетен на 2023-11-15. (на английски)
82. ↑  Popoff 2016, с. 77.
83. 1 2  Weber, Barry. AllMusic Review by Barry Weber //  Album Overview.   allmusic.com. Посетен на 2020-01-27. (на английски)
84. ↑  Larkin 2006, с. 1976.
85. ↑  TEN YEARS OF THE SCORPIONS, There's A Sting In The Tale //   Billboard, 1982-08-21. Посетен на 2023-02-02. (на английски)
86. ↑  LOVEDRIVE - Scorpions (pdf) //  ALBUMS REVIEWS.   Cash Box, 1979-07-14. Посетен на 2023-11-15. (на английски)
87. ↑  Houchin, Greg. Scorpions need rock recognition (pdf) //   The Altus Times-Democrat, 1980-01-15. Посетен на 2023-11-15. (на английски)
88. ↑  Doherty, Harry (1979-03-10). Scorpions: Lovedrive. Melody Maker
89. ↑  JASPER, TONY. SCORPIONS LOVEDRIVE (PDF) //  MUSIC WEEK FACT SHEETS.   Music Week, 1979-07-28. с. 38. Посетен на 2023-11-15. (на английски)
90. ↑  Scorpions: Bad For Good: The Very Best of Scorpions //   popmatters.com, 2002-10-15. Посетен на 2023-02-02. (на английски)
91. 1 2  Spence D. et al. Top 25 Metal Albums //   ign.com, 2012-06-16. Посетен на 2023-02-02. (на английски)
92. 1 2  Rivadavia, Eduardo. 10 Best Metal + Hard Rock Albums of 1979 //   loudwire.com, 2019-01-25. Посетен на 2023-02-02. (на английски)
93. ↑  Dome, Malcolm. The 10 best Scorpions albums, chosen by Rudolf Schenker //   loudersound.com, 2021-08-31. Посетен на 2023-02-02. (на английски)
94. ↑  Dieter Dierks //   andrewliles.com. Посетен на 2023-02-02. (на английски)
95. 1 2 3 4  Scorpions Lovedrive //   acclaimedmusic.net. Посетен на 2023-11-15. (на английски)
96. ↑  Top 300 - Die Einzelauswertung //   Rock Hard Online.  Архивиран от оригинала на 2005-02-27. Посетен на 2023-11-15. (на немски)
97. ↑  THE SCORPIONS Go Back To Their Roots On "Very Best of..." Set //  News.   blabbermouth.net, 2002-06-18. Посетен на 2023-02-02. (на английски)
98. ↑  Scorpions – Lovedrive //  Scorpions.   discogs.com. Посетен на 2023-02-06. (на английски)
99. ↑  THE ALBUM CHART 1-60 (PDF) //   Record Business, 1979-06-04. p. 33. Посетен на 2023-11-15. (на английски)
100. ↑  Les Albums (CD) de 1979 par InfoDisc //   infodisc.fr.  Архивиран от оригинала на 2014-10-23. Посетен на 2023-11-15. (на френски)
101. ↑  Song artist 648 – The Scorpions //  Chart Entries.   www.tsort.info. Посетен на 2023-11-15. (на английски)
102. ↑  The Singles Chart 1-60 (pdf) //   Record Business, 1979-06-04. p. 26. Посетен на 2023-12-14. (на английски)
103. ↑  Scorpions – Lovedrive //  Charts.   ultratop.be. Посетен на 2023-02-02. (на френски)
104. ↑  Six SCORPIONS Albums Simultaneously Land On German Chart //  News.   blabbermouth.net, 2015-11-19. Посетен на 2023-02-02. (на английски)
105. ↑  SCORPIONS - LOVEDRIVE (ALBUM) //   lescharts.com. Посетен на 2023-02-02. (на английски)
106. ↑  スコーピオンズ //  スコーピオンズのランキング.   oricon.co.jp.  Архивиран от оригинала на 2016-04-04. Посетен на 2023-02-02.